# Platja de les Dunes
La platja de les Dunes és una platja de la costa del Maresme, ubicada en un entorn agrícola i semiurbà del municipi de Santa Susanna (Maresme). Limita a ponent amb la platja dels Pins del municipi de Pineda de Mar, i per llevant amb la riera de Santa Susanna, que la separa de la platja de les Caletes. Té una longitud de 1.200 m i una amplada mitjana de 50 m de sorra molt gruixuda i un pendent d'entrada a l'aigua fort.
L'Estació Nàutica de Santa Susanna està ubicada en aquesta platja, on s'hi poden practicar esports nàutics. També hi ha el Mini Beach Club, amb activitats per als infants.

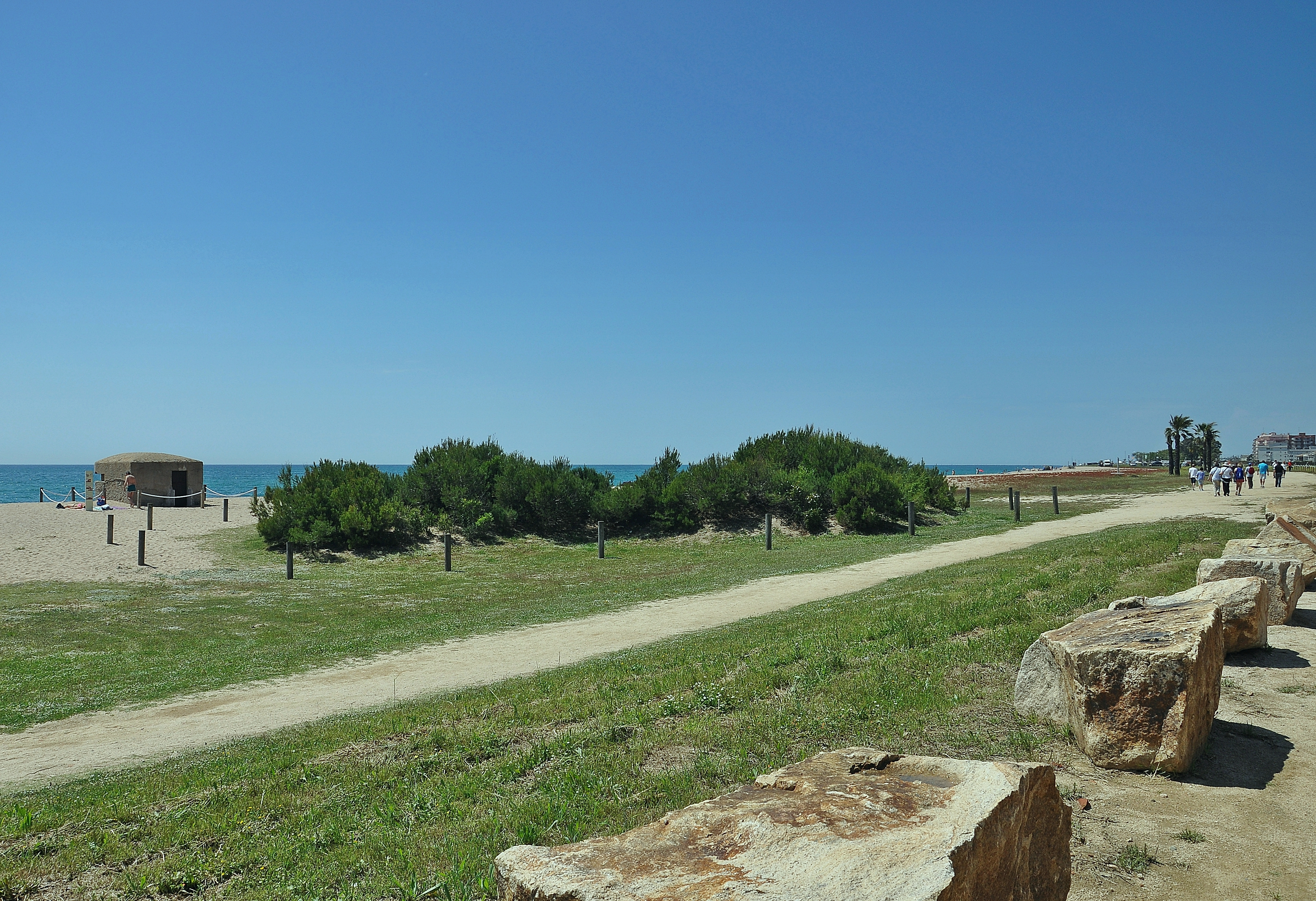
Búnquer antiaeri i duna recuperada

A la platja hi ha el Búnquer antiaeri, antic niu de metralladores de la Guerra Civil espanyola, construït el 1938 per les brigades republicanes per defensar-se dels bombardejos de l'aviació feixista italiana. Està declarat Bé Cultural d’Interès Local (BCIL).
Atès que és una platja ben conservada, el 2002 es va endegar un projecte de recuperació mediambiental que consisteix en consolidar i reconstruir les dunes i replantar la vegetació pròpia del litoral. Es va crear una duna al costat del búnquer antiaeri, on es poden trobar espècies botàniques com la lleteresa de platja (Euphorbia paralias), l'esporobolus (Sporobolus pungens), el passacamins marí (Polygonum maritimum) o el melgó marí (Medicago marina).